# Kondenzációs gázkazán

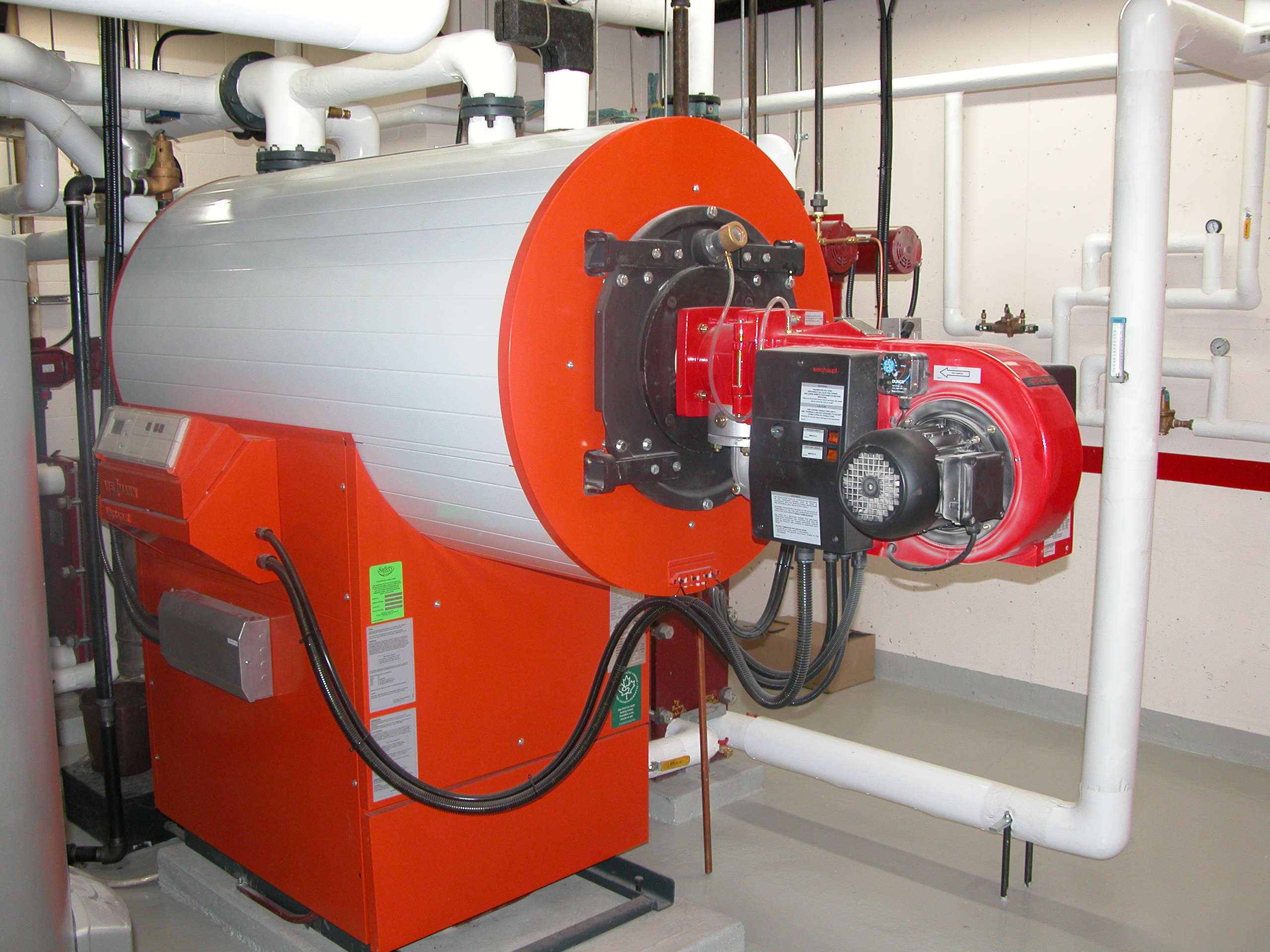
Kondenzációs kazán

A kondenzációs gázkazán olyan, magas hatásfokkal üzemelő gázkazán, amely az égéstermékben lévő rejtett hőt is - a
füstgázban lévő vízgőz lecsapatásával (kondenzálásával) – hasznosítja. Ezáltal megközelítőleg az égéshőt tudja hasznosítani a tüzelőanyag fűtőértéke helyett. Ilyen kazánt ott lehet használni, ahol a tüzelőanyag sok kötött hidrogént tartalmaz, mely az égés folyamán vízzé, pontosabban vízgőzzé ég el és a visszatérő fűtővíz hőmérséklete alacsony, 40-50 °C. Ilyen körülmények például földgáztüzelésű kazánoknál állnak fenn padlófűtés esetén. Felesleges energia alig távozik az égéstermékkel együtt a szabadba.

## Kondenzáció

Kondenzációs kazánok vázlata. A bal oldali külön hőcserélőt és kondenzátort alkalmaz, a jobb oldali egyesítettet. 1-gáz csonk, 2-Friss levegő, 3-füstgáz,
4-fűtésből visszatérő víz, 5-forró víz fűtéshez, 6-füstgázból lecsapott víz

A légnemű anyagok hőmérséklete befolyásolja, hogy mennyi párát képesek magukban tárolni. A kondenzáció akkor jön létre, ha a magas hőmérsékletű páradús légnemű anyag elkezd lehűlni – ezáltal túltelítetté válik – és a benne lévő párát már nem képes magában tartani. Ha az anyag eléri az őrá jellemző harmatponti hőmérsékletet, a benne lévő pára kicsapódik.
Jól megfigyelhető mindez az edények fedőjének belső felületén. A fedő hőmérséklete alacsonyabb, mint a gőz harmatpontja, ezáltal a pára kicsapódik a felületére.

## Hatásfok
A kondenzációs kazánok névleges hatásfoka korábban elérhette és meghaladhatta a 100 százalékot, ugyanis nem szezonális, hanem névleges hatásfokot számítottak, melyet az alsó fűtőértékből származtattak. Ma már szezonális hatékonyságról beszélünk, melyet a felső fűtőértékből származtatunk. A felső fűtőérték a tüzelőanyag egységnyi mennyisége által az oxigénnel való teljes elégetéskor és az égéstermékek környezeti hőmérsékletbe való visszatérésekor felszabaduló teljes hőmennyiség, amely tartalmazza az esetlegesen a tüzelőanyagban lévő vízgőzből és a tüzelőanyagban található hidrogén égésekor keletkező vízgőzből származó kondenzációs hő mennyiségét is. Az új számítási móddal nem érhető el 98% feletti hatásfok.
Kedvező üzemeltetési körülmények esetén – külső hőmérsékletérzékelős termosztát alkalmazásával – a kondenzációs gázkazán 20-35% megtakarításra képes egy régebbi típusú hagyományos gázkészülékkel szemben. Ez azért lehetséges, mert az átmeneti +5 °C – 0 °C hőmérsékletű időszakokban különösen magas a kondenzációs gázkazán hatásfoka a többivel szemben. A teljes fűtési idényt figyelembe véve pedig ez sokkal gyakoribb, mint a -15 °C.

## Égéstermék elvezetés
Kondenzációs gázkazán esetén - a csúcsteljesítmény közeli üzemállapot kivételével - savas kémhatású kondenzvíz keletkezik. Szinte folyamatosan csepeg a készülék alatt a kifolyón a kondenzvíz, amit vékony vezetéken el is kell vezetni a csatornahálózatba. Ezért a füstgázokat is a hagyományos gázkazánokétól eltérő módon kell elvezetni.
A hagyományos gázkazánok régi bélelt kéménye nem alkalmas kondenzációs gázkazán üzemeltetésére.
Olyan égéstermék elvezető rendszert kell alkalmazni, amely vagy úgynevezett koaxiális rendszer (dupla falú) általában műanyag cső, vagy megosztott rendszer, egy levegő bevezető, és egy égéstermék kivezető csőből áll, amely egy szétválasztó idom segítségével a füstgázokat egy kéménykürtőn keresztül juttatja ki a szabadba, míg a friss levegőt oldal irányból szívja sokkal rövidebb távolságról.
Végül szokásosak még az épített kémények nyomásálló aknával és belső csővel (külön kondenzációs kazánokhoz alkalmas típusok).

## Égéstér
Lakásfűtésre használt kondenzációs kazánoknál gyakorlatban a zárt égésterű kondenzációs kazánok terjedtek el, mivel levegőt nem a lakásból kell venniük, és ezért biztonságosabbak, valamint lehetőség van a beszívott levegő és a kimenő égéstermék közötti hőcserére (koaxiális égéstermék elvezető), ami tovább javítja a hatásfokot.

## Magas hőmérsékletű üzem, csúcsteljesítmény
A kondenzációs gázkazánok akkor tudnak magas hatásfokkal üzemelni, ha alacsony hőmérsékletű fűtési vizet kell csak előállítani. Magas visszatérő vízhőmérséklet esetén a füstgázoknál már nem tud létrejönni a kondenzáció jelensége. A gázkazán ebben az esetben is egy nagyon jó hatásfokú hagyományos készülék módjára üzemel. A leggazdaságosabb üzem nagy felületű hő leadók – pl.
padlófűtés, falfűtés vagy a radiátorok túlméretezése – alkalmazásával érhető el, mert ezek alacsony hőmérsékleten működnek.

## Termosztátok, külső hőmérséklet-érzékelés
Intelligens, öntanuló szoftverrel rendelkező termosztátok figyelembe veszik az épület és a fűtésrendszer hő tehetetlenségét is, a kazán leálláskor bekövetkező hőmérséklet túllendülést csökkentik. A beállított értéket változatlanul a használó állítja be, de nem egy konkrét értéknél kapcsolnak be és ki, amivel minden esetben túlfűtenék a teret, mivel az eltárolt hő csak akkor kerül leadásra, amikor már leállt a szakaszosan üzemelő fűtés. Az öntanuló termosztátoknál már azelőtt leáll a fűtés, mielőtt a termosztát elérné a kívánt hőmérsékletet, mert a tehetetlenséget is figyelembe veszi. Ezzel a fűtés sok esetben még a felfűtési időszak alatt leáll, amikor a visszatérő víz hőmérséklete nagyon alacsony, a kondenzáció így a lehető legjobban használható ki hagyományos rendszereknél is, ha a radiátorok megfelelően nagyok.
Kondenzációs kazánoknál lehetőleg kevés indítás a megfelelő, és törekszünk a lehető legalacsonyabb vízhőmérséklet tartására, hogy kihasználhassuk a kondenzációt. Ehhez külső hőmérséklet érzékelős időjáráskövető szabályozást alkalmazunk folyamatos lángszabályozással. Régebbi gázkazánoknál a használó maga állíthatja a vízhőmérsékletet egy értékre, amit a kazán tart, és az időjárásnak megfelelően ezt később módosíthatja. Az időjáráskövető szabályozás használata kondenzációs kazánoknál alapos megfontolást igényel, mert a túlfűtés megakadályozására ennek állítható "meredeksége" van. Míg a hagyományos esetben, zömében hőszigeteletlen házakban a belső/külső hőmérséklet meredekségi tényezője 1.5 volt átlagosan, ez alacsony hőmérsékletű fűtés esetén 0.1-0.2 körül is elegendő. Vannak olyan szabályozók, melyekhez külön napsütés és szél érzékelők is csatlakoztathatók. Ezért csak kellően nagy rendszernél éri meg a külön időjáráskövető szabályzás használata az előremenő víz hőmérsékletének beállítására, amit minden esetben a kazán tartozékaként kapható berendezéssel kell megoldani. Sok kondenzációs gázkazán típus beépítve tartalmazza az időjáráskövető szabályozót, a külön rendelhető opcionális alkatrész csak a külső hőmérséklet érzékelő. Megfontolandó a termosztát, vagy érzékelő elhelyezése, hogy a helyiség átlaghőmérsékletét, vagy csak a külső hőmérsékletet (napsütés nélkül) érzékelje.